# Baile an Chláir
Baile an Chláir (en anglès Claregalway) és una ciutat d'Irlanda, a la Gaeltacht del comtat de Galway, a la província de Connacht. Es troba a 10 kilòmetres al nord de Galway i el 12% de la seva població parla habitualment irlandès. Es troba als marges del riu Clare, i el seu nom, Baile Chláir na Gaillimhe vol dir "vila en el Clare, a Galway"

## Història
La vila té una història molt antiga que es remunta a mil anys. Hi ha molts punts d'interès però un dels més interessants és el convent de Claregalway, fundat en el segle xiii i una torre normanda acabada en el segle xvi i que ha estat reconvertida en residència. El 2001 es va restaurar un pont vell de nou arcs de pedra sobre el nivell de la carretera actual i que hi havia al curs del riu Clare.
La parròquia de Baile an Chláir és una de les més grans del comtat, i inclou una sèrie de townlands (petits grups de cases), entre els quals destaquen Carnmore, Lydican, Loughgeorge i Cregboy. Lydican és notable com l'origen dels ancestres irlandesos (Patrick Lynch) del Che Guevara. Lydican era en realitat un castell dels O'Heyne on hi va viure el 1612 l'últim dels cabdills, Connor Crone O Heyne. Les terres dels cabdills O'Heyne foren confiscades a finals del segle xvii i els Lynch en van fer la residència. Actualment els Lynch són angloirlandesos amb la major part de les possessions a la ciutat de Galway.

## Personatges
- Dana Rosemary Scallon, cantant i política, hi resideix